# Sebastiaan Steen
Sebastiaan Steen is een Belgisch bokser.

## Profcarrière
Op 18-jarige leeftijd debuteerde Steen in het Kursaal in Oostende tegen de ervaren Venezolaan Fernando Guavara. Hiermee werd Steen de jongste Belgische profbokser ooit. Voordien vocht hij 18 amateurpartijen, waarvan hij er slechts 1 verloor. 
In 2016 nam Filiep Tampere, coach en manager van 7-voudig wereldkampioene Delfine Persoon, Steen onder zijn hoede. Intussen bokste Steen 13 profkampen, die hij allemaal won. Op 2 juni 2018 kroonde hij zich tot WBC Youth-wereldkampioen in het weltergewicht. Hij won na 10 ronden via unanieme beslissing tegen de Hongaar Gabor Kovacs.. Op 1 november 2018 verdedigde Steen zijn WBC-Youth titel in Izegem tegen Janos Andras Vass. Hij won met KO in de eerste ronde. 

## Privéleven
Steen behaalde een bachelor Accountancy.